# Theodor zu Stolberg-Wernigerode

Theodor zu Stolberg-Wernigerode

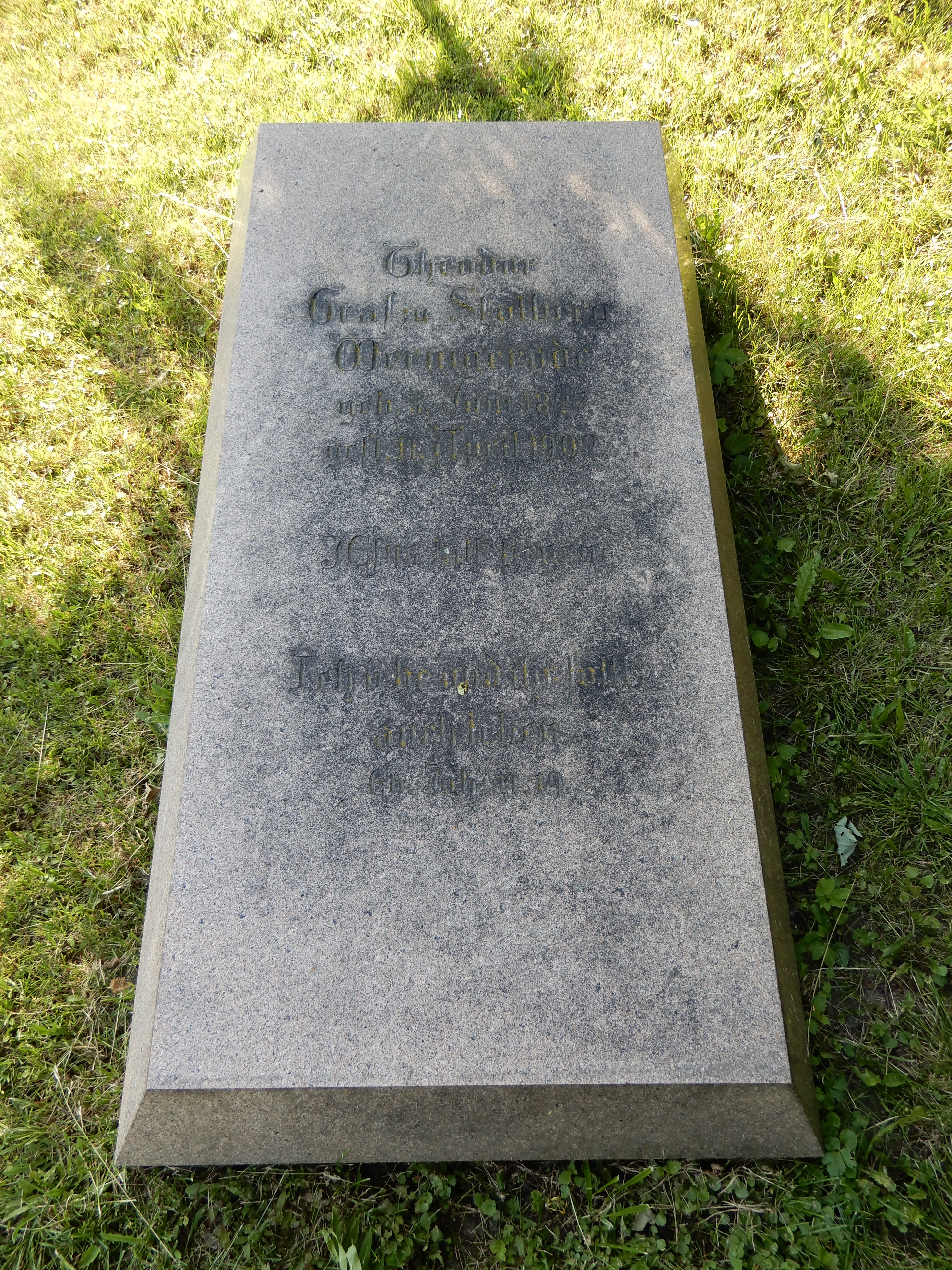
Grabplatte auf dem Schlossfriedhof Wernigerode

Graf Theodor zu Stolberg-Wernigerode (* 5. Juni 1827 in Kreppelhof; † 11. April 1902 in Wernigerode) war Rittergutsbesitzer und Mitglied des deutschen Reichstags.

## Leben
Theodor war der Sohn des preußischen Staatsministers Anton zu Stolberg-Wernigerode (1785–1854) und verließ die Armee als Major. Er heiratete 1872 Klara von der Schulenburg und war Rittergutsbesitzer auf Tütz.
Von 1878 bis 1881 war er Mitglied des Deutschen Reichstages für die Deutschkonservative Partei und den Wahlkreis Marienwerder 8 (Deutsch Krone).